# پیکو (بازیکن فوتبال)
پیکو (انگلیسی: Pico؛ زادهٔ ۱۳ ژوئیهٔ ۱۹۸۸) بازیکن فوتبال اهل اسپانیا است.
از باشگاه‌هایی که در آن بازی کرده‌است می‌توان به باشگاه فوتبال رئال مورسیا اشاره کرد.